# Подороск

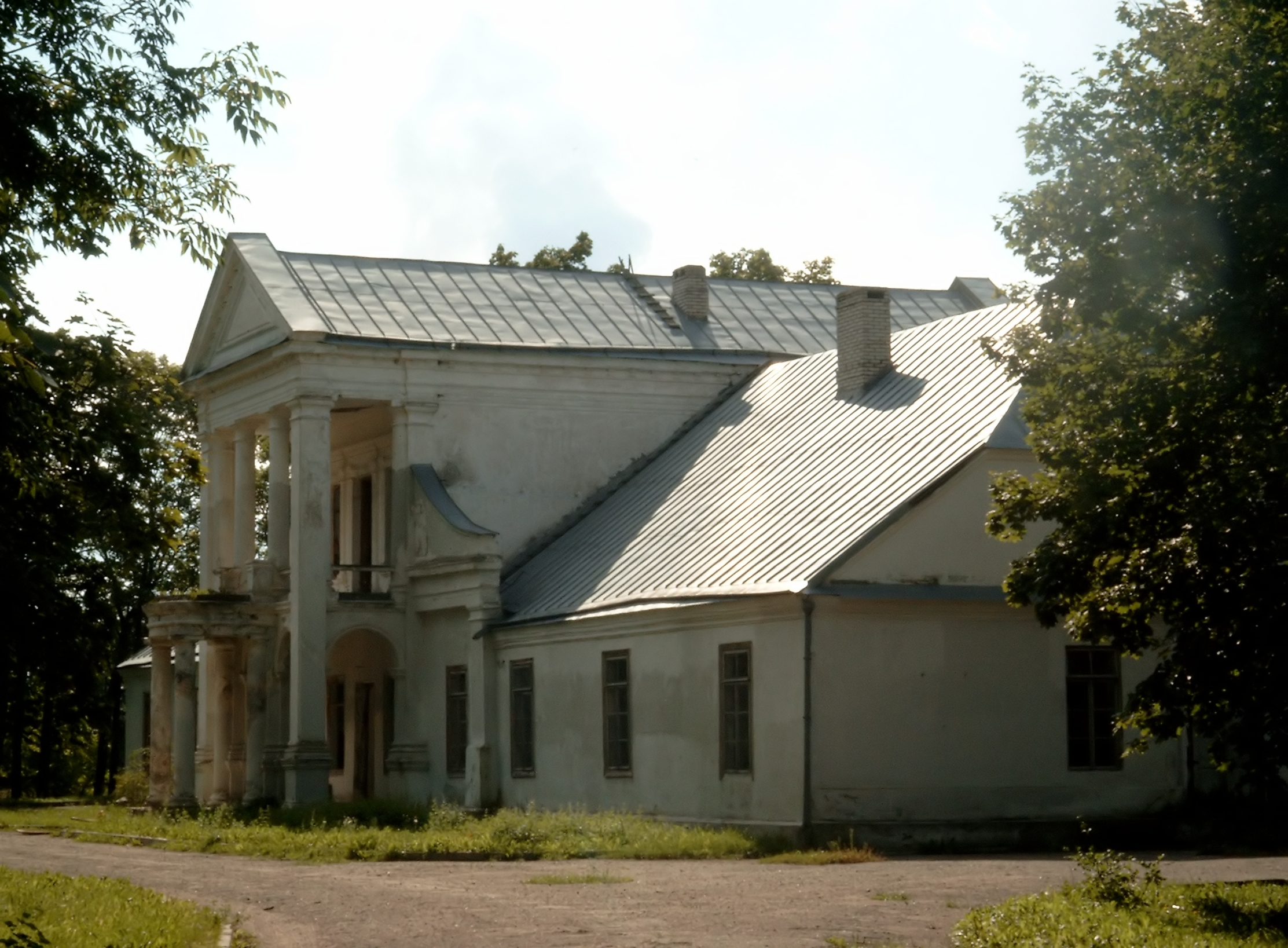
Усадебный дом усадьбы Чечотов-Бохвицев

Подороск (бел. Падароск) — агрогородок в Волковысском районе Гродненской области Беларуси. Административный центр Подоросского сельсовета. Население 602 человека (2009).

## География
Посёлок находится близ границы с Брестской областью в 23 км к юго-востоку от Волковыска. Посёлок стоит на шоссе Р44 (Гродно-Ивацевичи), от которого здесь ответвляется дорога Подороск — Порозово. Через посёлок протекает река Зельвянка.

## История

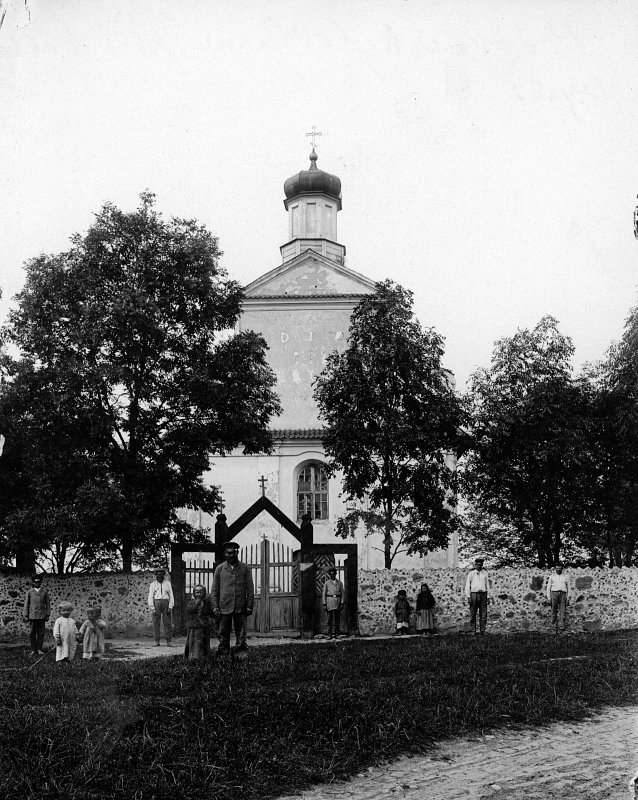
Троицкая церковь. Фото начала XX века

Первое письменное упоминание о Подороске датируется 1522 годом, в перечне костёлов Виленской епархии упоминается местный костёл. В 1660 король и великий князь Ян Казимир даровал городку магдебургское право. Имение находилось во владении последовательно у нескольких дворянских родов: Клочки, Дольские, Сципионы дель Кампо, Грибовские, Чечоты. Последние выстроили в имение усадьбу. В 1776 году здесь построили костёл, в 1780 году — греко-католическую Троицкую церковь, которая позднее была передана православным и сохранилась до наших дней.
В результате третьего раздела Речи Посполитой (1795) Подороск оказался в составе Российской империи, в Волковысском уезде. В 1802 году здесь родился католический миссионер и археолог Максимилиан Рылло. В 1854 имение приобрел сын известного философа Флориана Бохвица (be:Фларыян Бохвіц), Роман. В 1854—1856 годах он перестроил местный усадебный дом в стиле позднего классицизма. При усадьбе существовал спиртозавод, водяная мельница, валяльня и другие хозпостройки. Состоянием на 1914 в селе было 78 дворов
По Рижскому мирному договору (1921 года) Подороск попал в состав межвоенной Польской Республики, был центром гмины Волковысского повета Белостокского воеводства.
В 1939 году Подороск вошёл в состав БССР, с 12 октября 1940 года — центр сельсовета. Статус поселения понизили до деревни. Состоянием на 2004 год здесь было 394 двора и 717 жителей. В 2009 году — 602 жителя.
В советское время в усадебном доме размещалось правление совхоза, с 2004 года здание заброшено.

## Достопримечательности

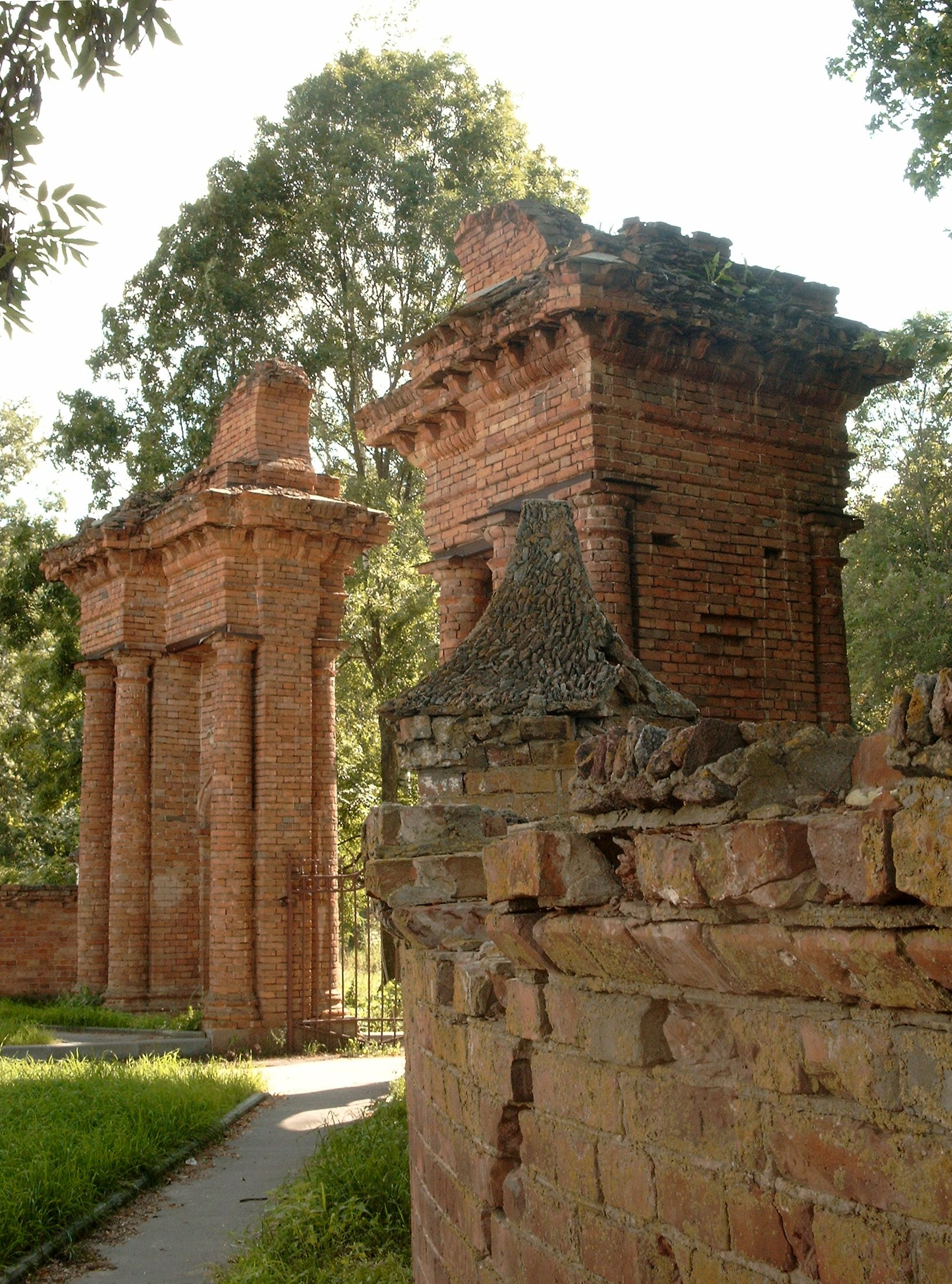
Ворота и ограда усадьбы

- Усадьба Чечотов-Бохвицев, XIX век.
  - Усадебный дом, середина XIX века.
  - Кирпичные ворота, середина XIX века.
  - Кирпичная ограда, середина XIX века.
  - Хоздвор, конец XIX века
  - Руины склепа-усыпальницы, конец XIX века
- Православная Троицкая церковь, ок. 1780 года
- Католический храм Св. Эльжбеты и Милосердия Божьего, 1993 год